# Tillus elongatus
Tillus elongatus är en skalbaggsart som först beskrevs av Carl von Linné 1758.  Tillus elongatus ingår i släktet Tillus, och familjen brokbaggar. Arten är reproducerande i Sverige.

## Bildgalleri

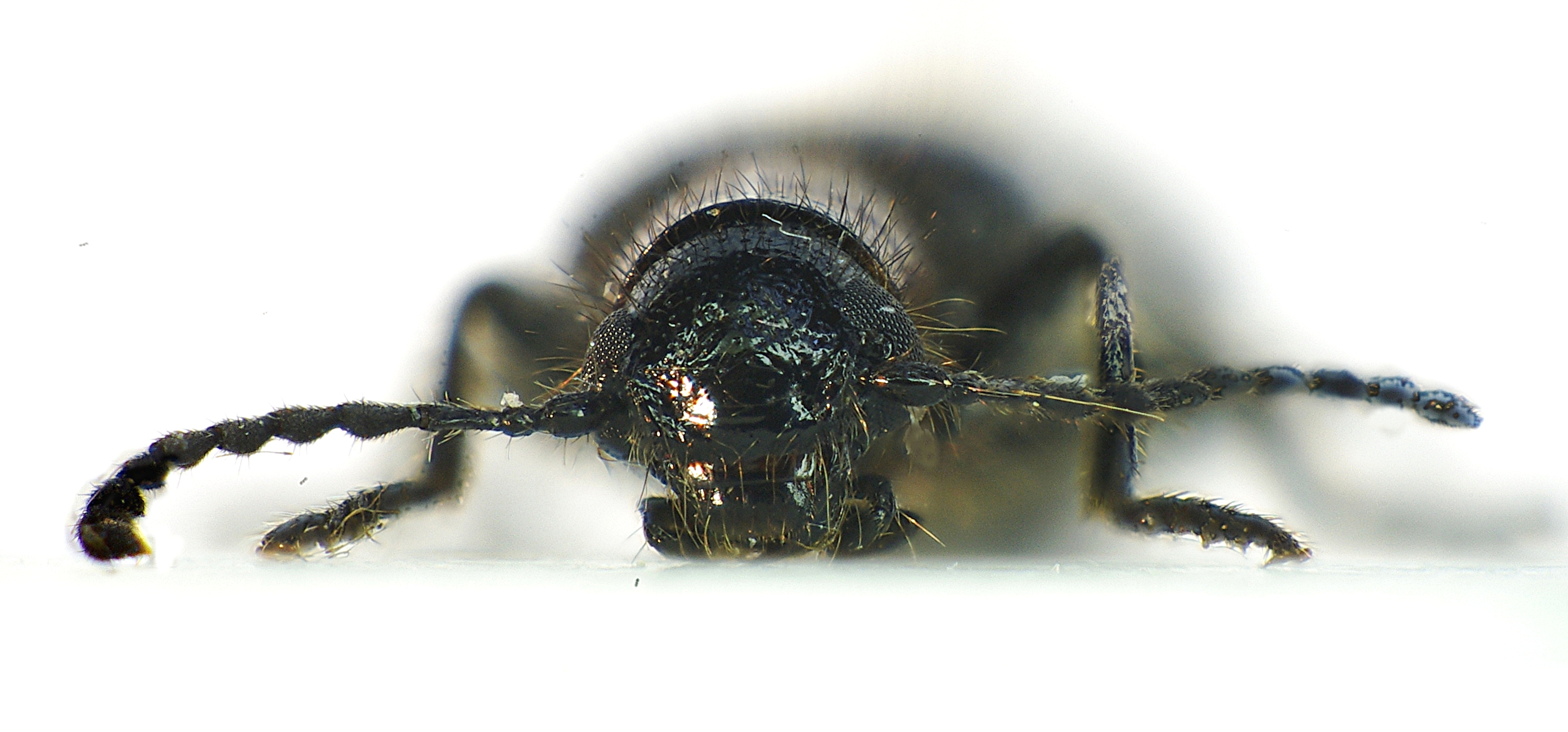
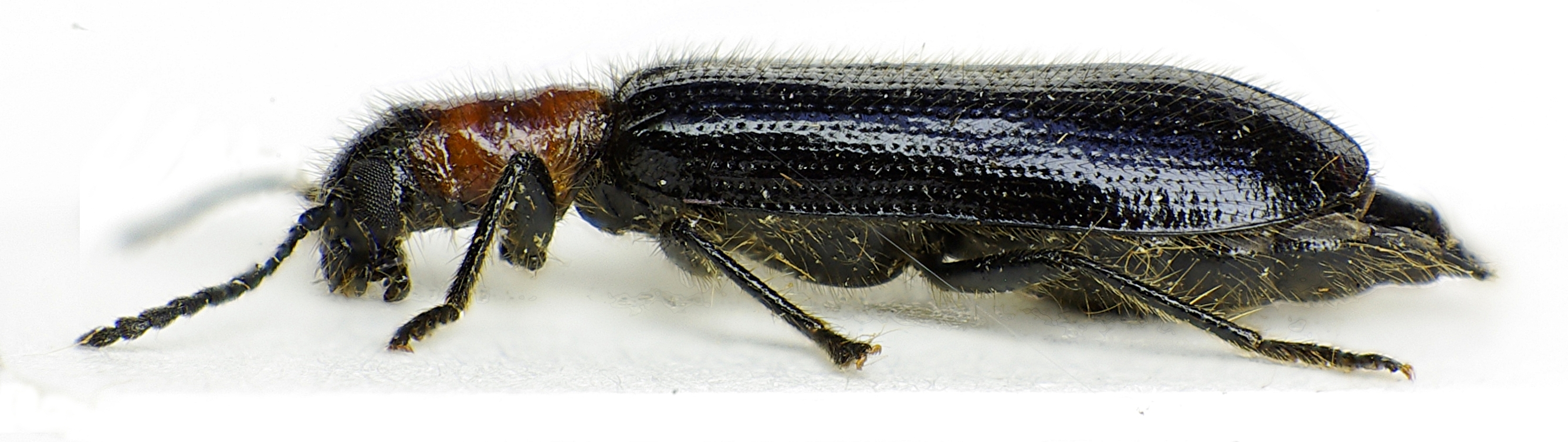
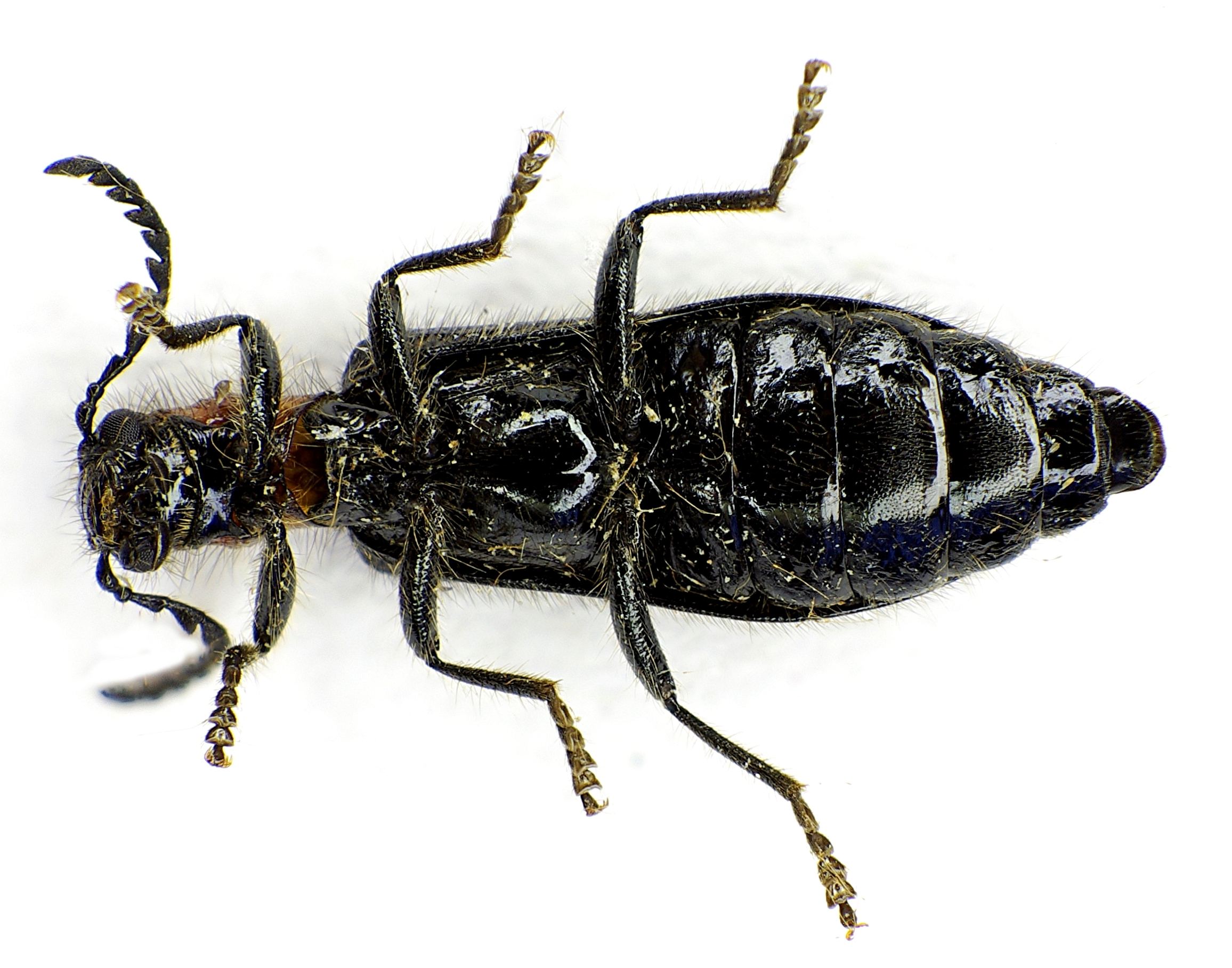
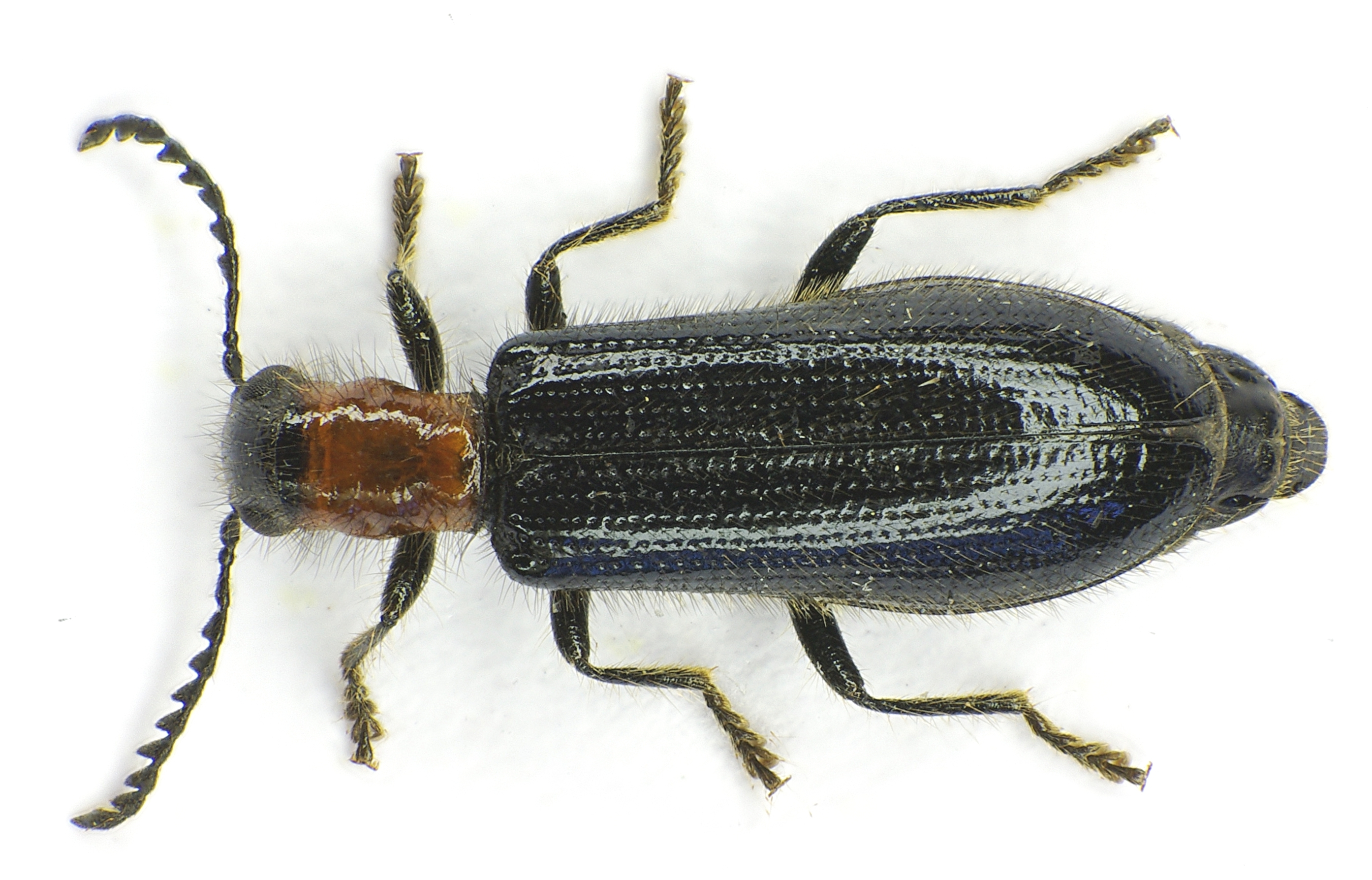
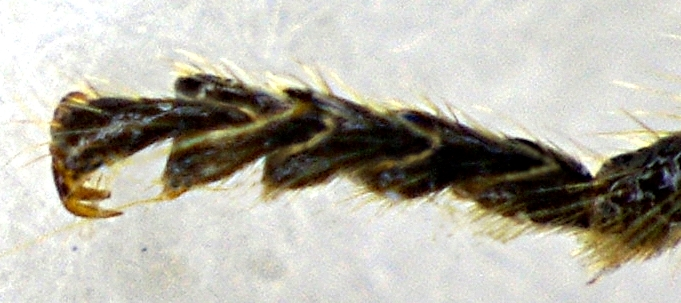
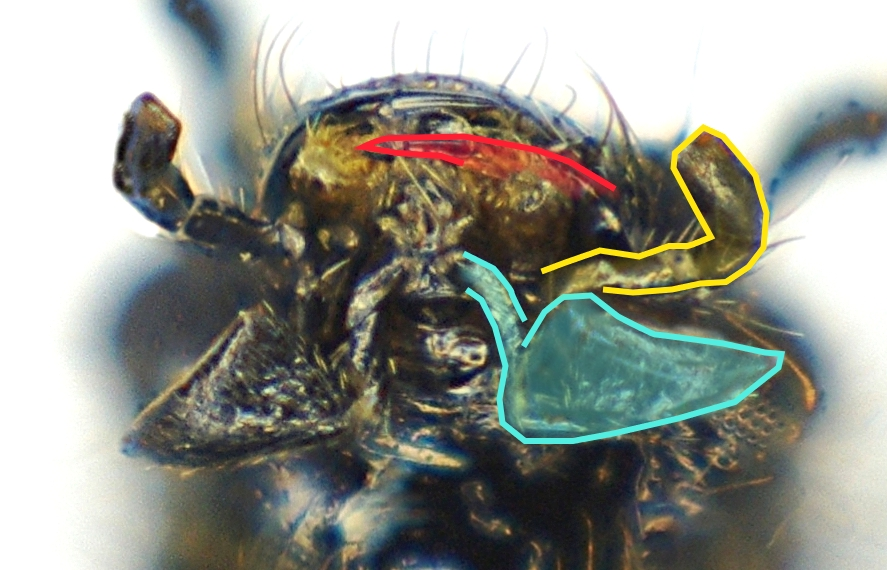